# Mezoregion Central Espírito-Santense

Mezoregion Central Espírito-Santense

Mezoregion Central Espírito-Santense – mezoregion w brazylijskim stanie Espírito Santo, skupia 24 gminy zgrupowanych w czterech mikroregionach. Liczy 10.703,3 km² powierzchni.

## Mikroregiony
- Afonso Cláudio
- Guarapari
- Santa Teresa
- Vitória